# Anna Kathrin Bleuler
Anna Kathrin Bleuler (* 8. Juli 1975 in Zürich) ist eine deutsch-schweizerische Literaturwissenschaftlerin und Schauspielerin. Ihr Forschungsgebiet ist die deutsche Sprache und die Literatur des Mittelalters.

## Leben

### Schauspielerische Tätigkeit
Anna Kathrin Bleuler studierte von 1994 bis 1996 Schauspiel in Zürich und schloss ihr Studium mit Diplom ab. Von 1995 bis 1997 arbeitete sie als Sprecherin beim Schweizer Radio DRS. Sie wirkte in der TV-Serie First Love – Die große Liebe (1998) und in den Spielfilmen Comedian Harmonists (1997), Zum Sterben schön (1999) und Das Tal der Schatten (1999) mit. Im Jahr 2000 war Bleuler in mehreren Episoden der internationalen Sci-Fi-Fernsehserie Lexx – The Dark Zone zu sehen, ihre Rollenfigur May lieh einer der Folgen den Titel. Der Kurzspielfilm Alle meine Mütter (2003), in dem sie die Hauptrolle verkörperte, wurde unter anderem bei den 39. Solothurner Filmtagen aufgeführt. In der sechsteiligen Kurz-Dokumentarspielserie Das Einstein-Projekt (2005) des Bildungskanals BR-alpha spielte sie eine der Hauptrollen, Frau Dr. Schneller, eine Wissenschaftlerin aus der Zukunft, die bei ihren Zeitreisen Albert Einstein begegnet.
Bleuler arbeitete auch als Synchronsprecherin und als Sprecherin von Hörbüchern.

### Akademischer Werdegang
In den Jahren 1997 bis 2002 studierte sie Deutsche Sprache und Literatur des Mittelalters, Theaterwissenschaft sowie Linguistik in Zürich und München. 2003/2004 war sie wissenschaftliche Mitarbeiterin am Lehrstuhl von Jan-Dirk Müller. Als Stipendiatin des internationalen Doktorandenkollegs Textualität in der Vormoderne des Elitenetzwerks Bayern wurde sie 2006 summa cum laude mit einer Dissertation zum Thema Strukturierung und Beurteilung der Sommerlieder Neidharts auf der Basis des poetologischen Musters promoviert. Die Arbeit erschien 2008 im Max Niemeyer Verlag als Buch. Von 2007 bis 2010 war sie Akademische Rätin auf Zeit am Lehrstuhl von Jan-Dirk Müller. Von 2010 bis 2013 war sie Assistenzprofessorin an der Universität Salzburg.
Im Herbst 2012 reichte sie ihre Habilitationsschrift unter dem Titel Essen – Trinken – Liebe. Kultursemiotische Untersuchung zur Poetik des Alimentären in Wolframs ‚Parzival’ ein.
Von 2014 bis 2023 war Anna Kathrin Bleuler als assoziierte Professorin am Fachbereich Germanistik der Universität Salzburg (Österreich) tätig. Seit 2023 ist sie Inhaberin des Lehrstuhls für Deutsche Sprache und Literatur des Mittelalters an der Universität Augsburg (Deutschland).

## Filmografie
- 1997: Comedian Harmonists (Kinofilm)
- 1998: First Love – Die große Liebe (Fernsehreihe, eine Folge)
- 1999: Zum Sterben schön (Fernsehfilm)
- 1999: Das Tal der Schatten (Fernsehfilm)
- 2000: Lexx – The Dark Zone (Lexx, Fernsehserie, vier Folgen)
- 2000: Streit um drei (Fernsehserie, eine Folge)
- 2001: Für alle Fälle Stefanie (Fernsehserie, eine Folge)
- 2001: MythQuest (kanadische Fernsehserie, eine Folge)
- 2003: Alle meine Mütter (Kurzfilm)
- 2005: Das Einstein-Projekt (sechsteilige Kurz-Dokumentarspielserie)
- 2007: Die Nacht ist heller als der Tag – Das kurze Leben des Malers Andreas Walser (als Erzählerin; Dokumentarfilm)[11]

## Buchveröffentlichungen
- Überlieferungskritik und Poetologie: Strukturierung und Beurteilung der Sommerliedüberlieferung Neidharts auf der Basis des poetologischen Musters, Tübingen: Niemeyer, 2008, ISBN 978-3-484-89136-4
- Essen-Trinken-Liebe: Kultursemiotische Untersuchung zur Poetik des Alimentären in Wolframs „Parzival“, Tübingen: Narr Francke Attempto, 2016, ISBN 978-3-7720-8541-3
- Der Codex Manesse. Geschichte – Bilder – Lieder, München: C.H. Beck 2018.
- Als Herausgeberin zusammen mit Jan-Dirk Müller, Ulrich Pfisterer und Fabian Jonietz: Aemulatio. Kulturen des Wettstreits in Text und Bild (1450–1620), Berlin/New York: De Gruyter 2011 (Pluralisierung & Autorität 27).
- Als Herausgeberin: Welterfahrung und Welterschließung in Mittelalter und Früher Neuzeit, Heidelberg : Universitätsverlag Winter, 2016, ISBN 978-3-8253-6529-5
- Als Herausgeberin zusammen mit Jean Balsamo: Les cours: lieux de rencontre et d’ elaboration des langues vernaculaires (1480–1620). Höfe als Laboratorien der Volkssprachigkeit (1480–1620), Genf: Librairie Droz 2016 (De lingua et linguis V).
- Als Herausgeberin zusammen mit Manfred Kern: Poesie des Widerstreits. Etablierung und Polemik in den Literaturen des Mittelalters, Heidelberg: Universitätsverlag Winter 2020 (Interdisziplinäre Beiträge zu Mittelalter und Früher Neuzeit 10).
- Als Herausgeberin zusammen mit Oliver Primavesi: Lachmanns Erbe. Editionsmethoden in klassischer Philologie und germanistischer Mediävistik, Berlin: Erich Schmidt Verlag 2022 (ZfdPh Beiheft 19).
- Fassungsvarianz bei Neidhart. Edition und Übersetzung der durch die Berliner Handschrift R angezeigten Doppelfassungen mit einem textkritischen Kommentar, Berlin/Boston: De Gruyter 2024 (Hermaea N.F. 161) (online)